# Pinguicula mundi
Pinguicula mundi es una planta herbácea, perteneciente a la familia Lentibulariaceae.

## Descripción
Es una hierba perenne, con aparato radical exiguo, que hiberna bajo la forma de yema, con estolones. Hojas de 6-12(15), suberectas o erectas, sésiles, de márgenes ligeramente revolutos y débilmente undulados, con el nervio central muy prominente por el envés; hojas de primavera –en la antesis– 3-6 x 1,5-2,5 cm, elípticas u oblongo-obovadas; hojas de verano –en la fructificación– 6-15, más largas, 6-11 x 1,5-3 cm, elípticas u obovadas, obtusas. Escapos 1-10, 5-12 cm, glandulosos. Cáliz glanduloso; lóbulos del labio superior 2,5-3,5 mm, triangular-obtusos o casi elípticos, obtusos o subagudos; labio inferior hendido hasta 1/2 de su longitud. Corola de (12)14-21(23) mm, de color violeta, a veces con venas poco marcadas en el tubo; labio superior más obscuro, con lóbulos suborbiculares u obovados, obtusos; labio inferior más largo, con lóbulos de 6-12 mm, más largos que anchos, obovados, que se recubren lateralmente, obtusos, coloreados solo cerca del ápice; garganta de color violeta obscuro, excepto en la base del lóbulo medio del labio inferior; tubo corto, anchamente infundibuliforme, esparcidamente glanduloso por el exterior; espolón (8)9-14(15) mm, cilíndrico-subulado, recto, a veces ligeramente bífido en su extremidad. Cápsula 3-5 mm, ovoide o subglobosa; semillas 0,8-1 mm, estrechamente elipsoidales, reticuladas. Tiene un número de cromosoma de: 2n = 48.

## Ecología
Se encuentra en roquedos y travertinos calcáreos rezumantes, covachas, a menudo en lugares umbrosos, en substrato calizo; a una altitud de 900-1600 metros, en la Serranía de Cuenca (Cuenca y extremo SE de Guadalajara), sierra de Alcaraz y sierra del Calar del Mundo (Albacete).

## Taxonomía
Pinguicula mundi fue descrita por Blanca, Jamilena, Ruiz Rejón & Reg.Zamora y publicado en Pl. Syst. Evol. 200: 58, fig. 3 (1996)